# Nowe Budkowice
Nowe Budkowice (dodatkowa nazwa w j. niem. Neu Budkowitz) – wieś w Polsce, położona w województwie opolskim, w powiecie opolskim, w gminie Murów.

## Nazwa
Nazwa miejscowości wywodzi się od polskiego zdrobnienia nazwy "buda" - budka" oznaczającej mały drewniany budynek i związana jest ze staropolskim prawem stróży, które zobowiązywało chłopów do utrzymywania strażnic oraz ich pilnowania. Niemiecki językoznawca Heinrich Adamy w swoim dziele o nazwach miejscowych na Śląsku wydanym w 1888 roku we Wrocławiu jako najstarszą nazwę miejscowości wymienia Budkowice podając jej znaczenie "Baudendorf, Huttendorf" czyli w języku polskim "Wieś strzegących, pilnujących". Nazwa wsi została później fonetycznie zgermanizowana na Budkowitz i utraciła swoje pierwotne znaczenie.
19 maja 1936 r. w miejsce nazwy Neu Budkowitz wprowadzono nazwę Neu Baudendorf. 9 września 1947 r. nadano miejscowości polską nazwę Nowe Budkowice.

## Historia
Miejscowość powstała w 1764 r. w wyniku podziału folwarku pomiędzy 14 rodzin. W 1840 r. w Nowych Budkowicach znajdowała się m.in. smolarnia, natomiast w 1870 r. – karczma i kuźnia.
Do głosowania podczas plebiscytu uprawnionych było w Nowych Budkowicach 387 osób, z czego 303, ok. 78,3%, stanowili mieszkańcy (w tym 300, ok. 77,5% całości, mieszkańcy urodzeni w miejscowości). Oddano 382 głosy (ok. 98,7% uprawnionych), w tym 381 (ok. 99,7%) ważnych; za Niemcami głosowało 218 osób (ok. 57,1%), a za Polską 163 osoby (ok. 42,7%).

## Zabytki
- Kapliczka-dzwonnica z końca XIX wieku, murowana z cegły. W środku znajdują się: ludowy Obraz Matki Boskiej Częstochowskiej oraz rzeźby: 2 późnogotyckie, z początku XVI wieku, przedstawiające Barbarę z Nikomedii i Dorotę z Cezarei, barokowa Pietà z prawdopodobnie XVIII wieku, 2 barokowo-ludowe, z przełomu XVIII i XIX wieku, przedstawiające Piotra Apostoła i Pawła z Tarsu, 2 ludowe z 1. połowy XIX wieku, przedstawiające świętych Augustyna i Walentego, ludowa z 2. połowy XIX wieku, przedstawiająca Jana Nepomucena i krucyfiks o tradycjach barokowych z XIX wieku[10].

## Demografia
Na przełomie 1770 i 1771 r. w Nowych Budkowicach było 5 rzemieślników; reszta mieszkańców utrzymywała się z pracy w Kuźnicach Kluczborskich. W 1777 r. w miejscowości mieszkało 14 kolonistów i 7 chałupników leśnych, natomiast w 1870 r. – 14 kolonistów i 19 chałupników (wraz z przysiółkiem Morcinkiem, w którym znajdowało się 7 chałup leśnych).
| Rok                | 1777 | 1783 | 1819 | 1840 | 1855 | 1861 | 1890 | 1900 | 1910 | 1925 | 1933 | 1939 | 1946 | 1960 | 1965 | 2007 | 2009 | 2012 |
| Liczba mieszkańców | 96   | 81   | 184  | 360  | 400  | 397  | 493  | 528  | 544  | 466  | 454  | 438  | 377  | 438  | 502  | 387  | 399  | 363  |

(Źródła:.)
W 1902 r. prenumerowano w Nowych Budkowicach 8 egzemplarzy „Dziennika Śląskiego”, po 2 egzemplarze „Gazety Grudziądzkiej” i „Posłańca Niedzielnego” oraz 1 egzemplarz „Górnoślązaka”.